# محسن حاجیلو
محسن حاجیلو (زادهٔ ۱۳۲۹) مجری، گزارشگر تلویزیون و بازیگر اهل ایران است. او در ایران به «آقای دلواپس» شهرت دارد. او برادر بزرگتر اصغر حاجیلو فوتبالیست ایرانی است

## برنامه تلویزیونی
- راه عاشقی
- آقای دلواپس
- تکیه عاشقی
- ۲۷ در ۲۷
- سبز در سبز
- ساعت خوش

## فیلمشناسی
- جانی و تپل (۱۳۵۶)
- ساعت خوش (۱۳۷۳)
- پدرخوانده (۱۳۷۸)
- روزگار جوانی (۱۳۷۸) سری دوم، بازیگر مهمان
- پژمان (۱۳۹۲) بازیگر مهمان
- جوکر فصل دوم (۱۴۰۳) مهمانان ویژه